# ريما صالحة
ريما صالحة (1973 -)، مذيعة لبنانية. تعمل في قناة العربية مقدمة للنشرات الإخبارية، ومحاورة في برنامج صناعة الموت كذلك فقد عملت سابقا في قناة الجزيرة، وقبلها كانت تعمل في تلفزيون الكويت في عام 1995. وصفتها وسائل الإعلام الأمريكية بأنها أشجع مذيعة عربية [بحاجة لمصدر] بسبب خوضها في موضوعات شائكة تتعلق بجماعات العنف المسلح ومناقشتها لأفكار المتطرفين والجماعات الإرهابية في برنامجها مما عرضها لتهديدات عديدة.
تنتمي لعائلة بيروتية. تعرضت لتهديدات متعددة بسبب تقديمها لبرنامج صناعة الموت الذي يتعاطى مع موضوعات تتعلق "بالجهاد"، بينها في 2007 تهديد بالقتل نشر على موقع الجزيرة توك، وهو موقع تابع لقناة الجزيرة الفضائية القطرية، كما يديره صحفيون ومذيعون ومقدمو برامج ومراسلون يعملون في قناة الجزيرة، وأثارت تلك التهديدات موجة إعلامية من الاستنكار في الأوساط الصحفية والتلفزيونية.
حصلت على لقب أفضل مذيعة ومقدمة برامج في العالم العربي لعام 2009 في استفتاء مجلة زهرة الخليج السنوي الذي شارك فيه 77 ناقدا وإعلاميا من مختلف أنحاء الوطن العربي وحصلت على 91% من الأصوات 
أصدرت عام 2010 كتابا مع زميلها الصحفي المصري علي بريشة يحمل عنوان صناعة الموت تجربة حياة حول تجربتهما المشتركة في إنتاج برنامج صناعة الموت على قناة العربية على مدى أربع سنوات